# Back on Track (álbum de DeBarge)
Back on Track é o álbum do grupo DeBarge voltado ao mercado gospel, lançado em 1991 pela gravadora Truth Ministries. O álbum é creditado como "The DeBarge Family," pois o álbum consistia de contribuições de vários membros da família DeBarge.
Por causa da promoção limitada do pequeno selo e a falta da presença de El DeBarge, o álbum fracassou.

## Faixas
1. "We Need Your Love"
2. "Coming Home"
3. "You Can Make It"
4. "Close to You"
5. "G.O.O.D. Times"
6. "Trust in Jesus"
7. "Ninety-Nine and a Half (Won't Do)"
8. "Shine"
9. "He Will Make a Way"